# Syntrophobotulus glycolicus
Syntrophobotulus glycolicus è una specie di batterio appartenente alla famiglia delle Peptococcaceae.